# STS-119

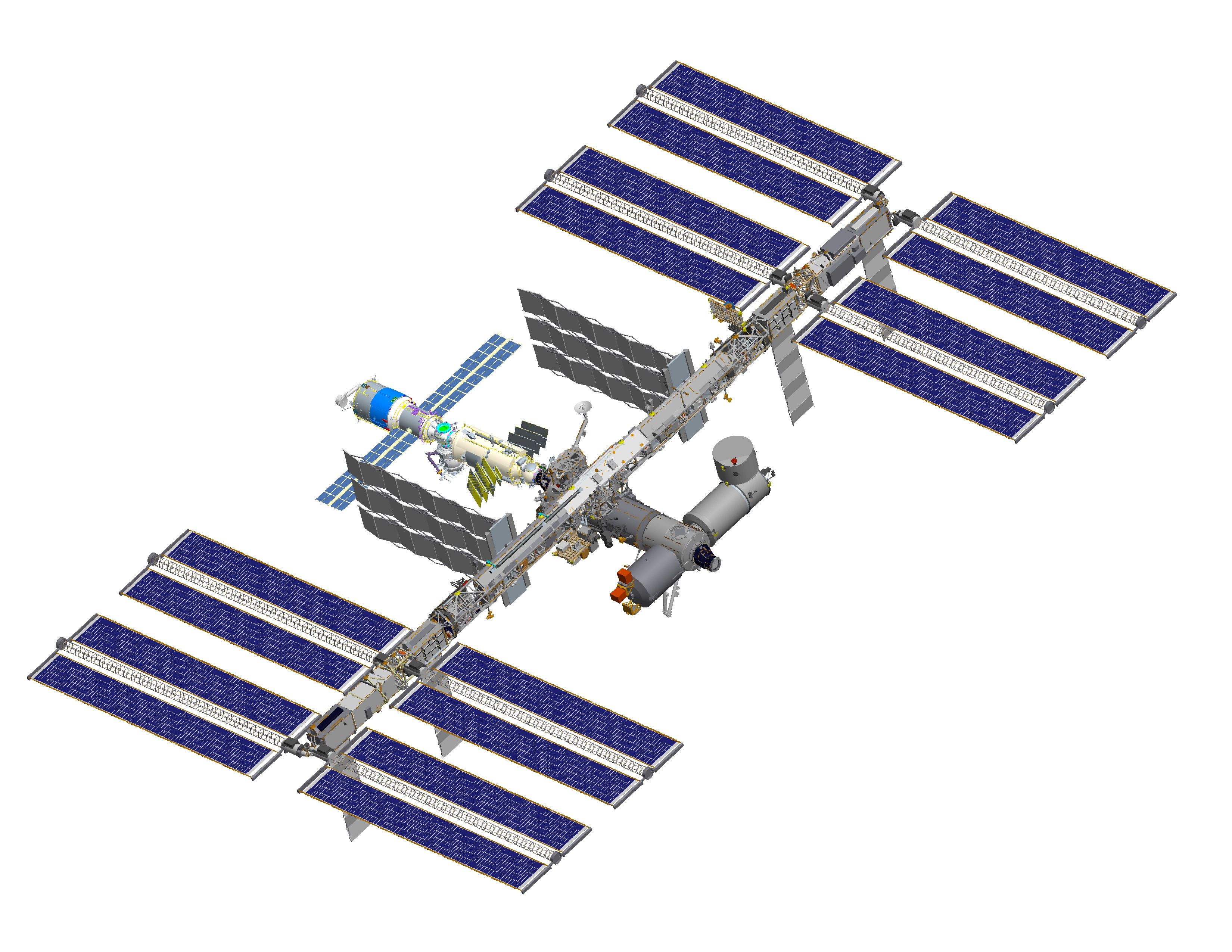
Konfiguracja ISS po misji STS-119

STS-119 (ang. Space Transportation System) – sto dwudziesta piąta misja programu lotów wahadłowców i trzydziesta szósta  wahadłowca Discovery, która rozpoczęła się 15 marca 2009 roku, i trwała do 28 marca 2009 roku. Głównym celem wyprawy było dostarczenie na Międzynarodową Stację Kosmiczną (ISS) paneli baterii słonecznych S6 będących częścią Integrated Truss Structure (struktury kratownicowej stacji). Nastąpiła również wymiana członków załogi Ekspedycji 18.

## Załoga[3]
- Lee Archambault (2)* – dowódca
- Dominic Antonelli (1) – pilot
- John Phillips (3) – specjalista misji
- Steven Swanson (2) – specjalista misji
- Joseph Acaba (1) – specjalista misji, nauczyciel
- Richard Arnold (1) – specjalista misji, nauczyciel

### Przywieziony członekzałogi 18 ISS
- Kōichi Wakata (3) – inżynier pokładowy ISS (JAXA)

### Odwieziony na Ziemię członek załogi 18 ISS
- Sandra Magnus (2) – inżynier pokładowy ISS (NASA)

*(liczba w nawiasie oznacza liczbę lotów odbytych przez każdego z astronautów)

## Parametry misji
- Masa:
  - startowa całego wahadłowca: 2 050 994 kg[4]
  - startowa orbitera: 120 859 kg[4]
  - lądującego orbitera: 91 166 kg[4]
- Perygeum: 335 km[5]
- Apogeum: 353 km[5]
- Inklinacja: 51,6°[5]
- Okres orbitalny: 91,4 min[5]

### Dokowanie do ISS
- Połączenie z ISS: 17 marca 21:19:53 UTC[2]
- Odłączenie od ISS: 25 marca 19:53:32 UTC[2]
- Łączny czas dokowania: 7 dni 22 godziny 33 minuty 39 sekund